# Scooby Snacks
Scooby Snacks is een nummer van de Amerikaanse band Fun Lovin' Criminals uit 1996. Het is de tweede single van hun debuutalbum Come Find Yourself.
In het grootste gedeelte van het nummer wordt gerapt, terwijl in het refrein wordt gezongen. Het nummer flopte in Amerika, maar werd op de Britse eilanden en in Nederland, Oceanië en IJsland wel een hit(je). In de Nederlandse Top 40 haalde het een bescheiden 38e positie.